# Вудленд (Вісконсин)
Вудленд (англ. Woodland) — місто (англ. town) в США, в окрузі Сок штату Вісконсин. Населення — 839 осіб (2020).

## Демографія
Згідно з переписом 2010 року, у місті мешкало 790 осіб у 272 домогосподарствах у складі 218 родин. Було 396 помешкань
Расовий склад населення:
| - 99,2 % — білих - 0,5 % — чорних або афроамериканців - 0,1 % — корінних американців |

До двох чи більше рас належало 0,1 %. Частка іспаномовних становила 0,4 % від усіх жителів.
За віковим діапазоном населення розподілялося таким чином: 30,9 % — особи молодші 18 років, 53,0 % — особи у віці 18—64 років, 16,1 % — особи у віці 65 років та старші. Медіана віку мешканця становила 38,8 року. На 100 осіб жіночої статі у місті припадало 103,1 чоловіків;  на 100 жінок у віці від 18 років та старших — 107,6 чоловіків також старших 18 років.
Середній дохід на одне домашнє господарство  становив 70 591 долар США (медіана — 59 375), а середній дохід на одну сім'ю — 78 599 доларів (медіана — 67 500). Медіана доходів становила 35 000 доларів для чоловіків та 31 875 доларів для жінок. За межею бідності перебувало 15,9 % осіб, у тому числі 27,4 % дітей у віці до 18 років та 4,6 % осіб у віці 65 років та старших.
Цивільне працевлаштоване населення становило 389 осіб. Основні галузі зайнятості: освіта, охорона здоров'я та соціальна допомога — 23,4 %, виробництво — 19,0 %, роздрібна торгівля — 11,6 %, сільське господарство, лісництво, риболовля — 11,1 %.